# Pristiphora dochmocera
Pristiphora dochmocera är en stekelart som först beskrevs av Thomson 1871.  Pristiphora dochmocera ingår i släktet Pristiphora, och familjen bladsteklar. Arten är reproducerande i Sverige.